# 松田裕之 (生態学者)
松田 裕之（まつだ ひろゆき、1957年 - ）は、日本の生態学者、横浜国立大学環境情報研究院教授。
専門は、生態学・水産学・環境リスク管理。
北海道の自然や水産資源に関する各種の委員会の委員を務め、現在、横浜国立大学グローバルCOEプログラム「アジア視点の国際生態リスクマネジメント」のプログラム・リーダー。2012年より、日本生態学会第16期会長。

## 経歴
福岡県生まれ。1980年、京都大学理学部卒業。1985年、京都大学大学院理学研究科博士課程修了（理学博士）。同年3月　京都大学 理学博士　「Evolutionarily stable strategies for predator switching(捕食のスイッチングにおける進化的安定戦略)」。 1986年、日本医科大学助手。1989年、水産庁中央水産研究所に移り、1990年に主任研究官。1993年、九州大学理学部助教授。1996年、東京大学海洋研究所助教授。2003年、横浜国立大学教授。2017年、個体群生態学会会長。

## 主な著書

### 単著
- 松田裕之『環境生態学序説―持続可能な漁業、生物多様性の保全、生態系管理、環境影響評価の科学』共立出版、2000年、211頁。ISBN 978-4320055674。
- 松田裕之『ゼロからわかる生態学―環境・進化・持続可能性の科学』共立出版、2004年、244頁。ISBN 978-4320056190。
- 松田裕之『生態リスク学入門－予防的順応的管理－』共立出版、2008年3月7日、213頁。ISBN 978-4320056671。
- 松田裕之『なぜ生態系を守るのか? 環境問題への科学的な処方箋』NTT出版〈やりなおしサイエンス講座07〉、2008年11月28日、212頁。ISBN 978-4757160279。